# Parafia św. Anny w Kościeszkach
Parafia pw. św. Anny w Kościeszkach – parafia rzymskokatolicka w Kościeszkach, należąca do dekanatu kruszwickiego w Archidiecezji gnieźnieńskiej.

## Rys historyczny
Pierwsza wzmianka o wsi pochodzi z 1271. Była niegdyś siedzibą rodu Kościeszów, zwanych od herbu Lisami. W XV wieku zmienili oni nazwisko na Kościescy.
Parafię erygowano w I połowie XIII wieku. Kościół zbudowany został z drewna w 1766 z fundacji Franciszka Wysockiego, wojskiego radziejowskiego, staraniem proboszcza Floriana Ostromęckiego. Obecny cmentarz pochodzi z 1900.
Parafii znajdują się księgi metrykalne: ochrzczonych (od 1945), małżeństw (od 1945) i zmarłych (od 1945).

## Zasięg parafii
Do parafii należą wierni z miejscowości: Baranowo (część), Chrosno, Dobsko, Golejewo, Gopło, Kościeszki, Krzywe Kolano, Lachmirowice, Lubstówek, Rzeszyn, Rzeszynek, Siemionki, Sierakowo, Sierakówek, Włostowo.